# Fiat 521
El Fiat 521 es un automóvil producido por la firma Fiat entre los años 1928 y 1931. El Fiat 521 fue derivado de su modelo predecesor, el Fiat 520, pero con un motor más grande y chasis renovado. El 521C era una variante más corta. Este coche fue producido fuera de Italia, especialmente en la planta Fiat-NSU, ubicada en la ciudad de Heilbronn, a partir de 1930, la configuración de Fiat en el camino para su posterior salto multinacional.

Más de 33.000 unidades de Fiat 521 se produjeron en Italia y Alemania.

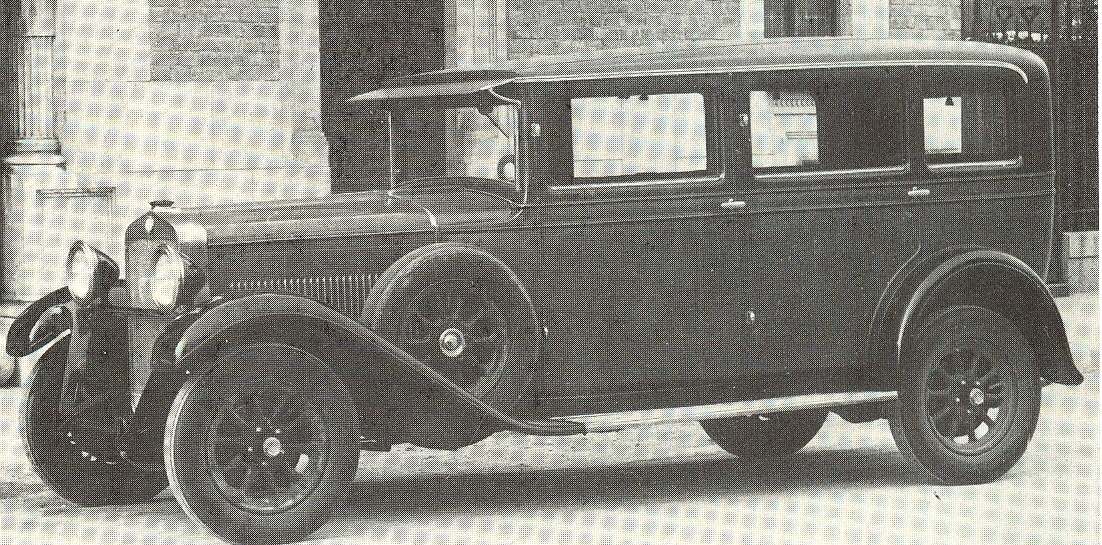
Fiat 521 Weymann-Sedan 1928